# Глоговеану (Дамбовица)
Глоговеану (рум. Glogoveanu) насеље је у Румунији у округу Дамбовица у општини Шелару. Oпштина се налази на надморској висини од 146 m.

## Становништво
Према подацима из 2002. године у насељу је живело 922 становника, од којих су сви румунске националности.